# Егил Олсен
Егил Олсен (на норвежки: Egil Olsen е норвежки футболен треньор, първият норвежец, тренирал английски футболен отбор – ФК Уимбълдън от 1999 г.